# Municipio de Plateau (condado de Perkins, Dakota del Sur)
Plateau Township es un municipio del condado de Perkins, Dakota del Sur, Estados Unidos. Según el censo de 2020, tiene una población de 30 habitantes.
Abarca una zona exclusivamente rural.
Tiene un código censal Z4, lo que implica que es una subdivisión histórica que no está en funcionamiento (nonfunctioning or disorganized historical county subdivision).

## Geografía
El municipio está ubicado en las coordenadas 45°30′59.9″N 102°51′28.8″O / 45.516639, -102.858000 (45.516651, -102.858006). Según la Oficina del Censo de los Estados Unidos, tiene una superficie total de 93.38 km², de la cual 92.43 km² corresponden a tierra firme y 0.95 km² son agua.

## Demografía
Según el censo de 2020, hay 30 personas residiendo en la zona. La densidad de población es de 0.32 hab./km². La totalidad de los habitantes son blancos. No hay hispanos o latinos viviendo en la región.